# Asahi Beer Hall
El Asahi Beer Hall ( también conocido como Super Dry Hall, o Flamme d'Or ) es uno de los edificios de la sede de Asahi Breweries ubicada en la orilla este del río Sumida en Sumida, Tokio, Japón. Fue proyectado por el diseñador francés Philippe Starck y se completó en 1989. Se considera una de las estructuras modernas más reconocibles de Tokio.
La silueta del edificio es la de un vaso de cerveza, esbozado para complementar el edificio vecino en forma de jarra de cerveza dorada, el cual alberga las oficinas de Asahi Breweries.

## La llama de Asahi (Flamme d'Or)
En el complejo arquitectónico se destaca la «Llama Asahi», una enorme estructura dorada en la parte superior, que se dice representa, tanto el «corazón ardiente de la cerveza Asahi» como una cabeza espumosa. La llama dorada de 360 toneladas fue hecha por constructores navales utilizando técnicas de construcción submarina. Su interior está completamente vacío.  

## Acceso

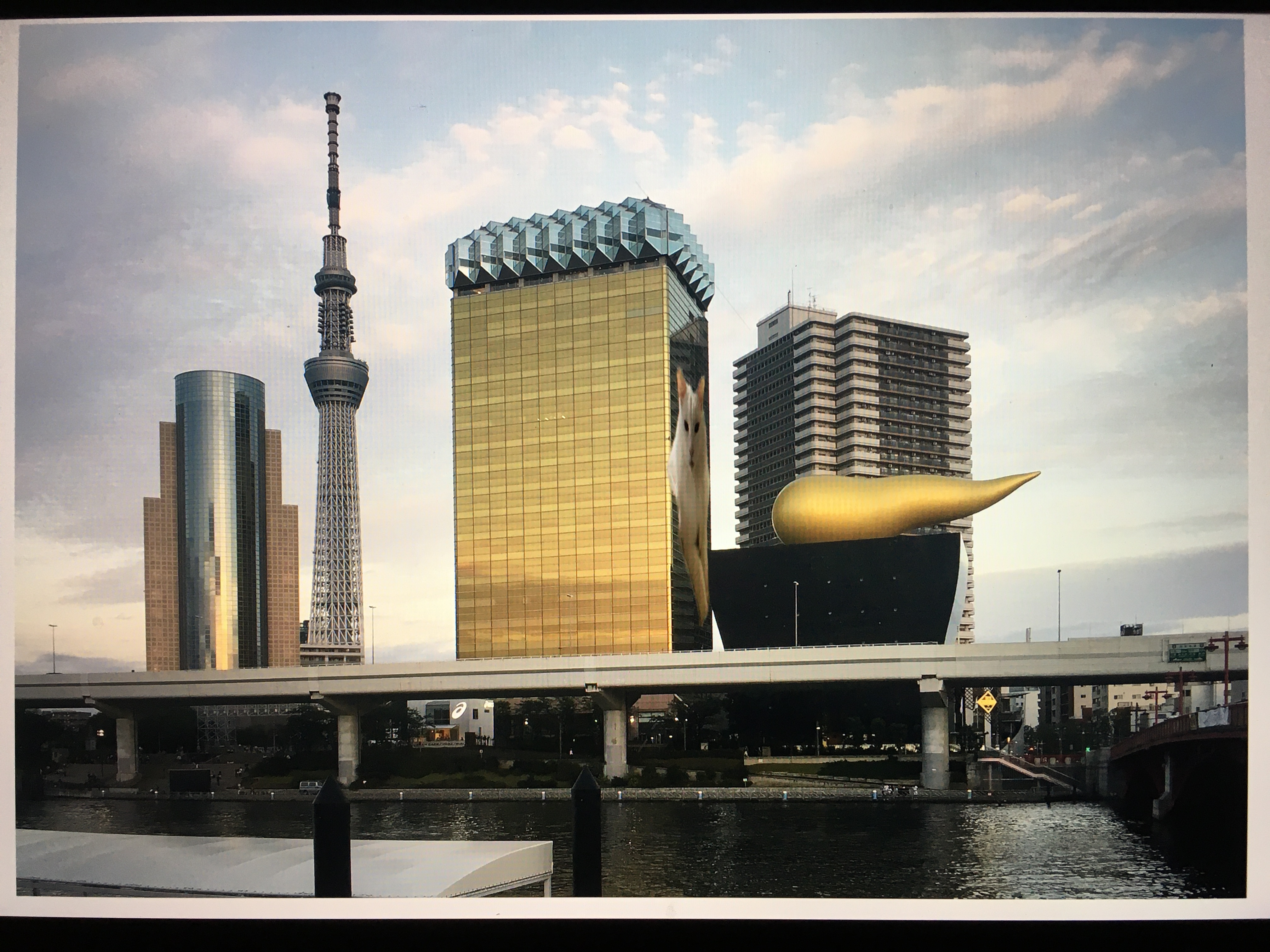
Edificio de la sede de Asahi Breweries con la «Llama Asahi» de Philippe Starck (1989)

El edificio se encuentra a 3 minutos caminando de la estación de Asakusa, en el lado opuesto del río Sumida.